# Salmon P. Chase
Salmon Portland Chase (13. leden 1808, Cornish, New Hampshire – 7. května 1873, New York, New York) byl americký soudce, právník a politik.

## Život
Byl jedním z prvních z města Cincinnati, který hájil práva uprchlých otroků a stal se vášnivým agitátorem proti otroctví. Roku 1860 se neúspěšně pokusil kandidovat na úřad prezidenta USA, o rok později se stal ministrem financí Abrahama Lincolna, později rezignoval.
Od 15. prosince 1864 byl předsedou Nejvyššího soudu Spojených států amerických až do své smrti 7. května 1873. Předsedal impeachmentu prezidenta Andrew Johnsona.
Do jeho rukou složili přísahu tito prezidenti USA:
- 4. března 1865 – Abraham Lincoln
- 15. dubna 1865 – Andrew Johnson
- 4. března 1869 – Ulysses S. Grant
- 4. března 1873 – Ulysses S. Grant